# Adafroptilum tricoronatum
Adafroptilum tricoronatum is een vlinder uit de familie nachtpauwogen (Saturniidae), onderfamilie Saturniinae.
De wetenschappelijke naam van de soort is voor het eerst geldig gepubliceerd door Darge, Naumann & Brosch in 2003.